# Téotl
La palabra náhuatl Teotl, es la idea central en la religión nahua, por lo que a partir del siglo XVI surgieron las primeras interpretaciones por parte de los cronistas españoles como Francisco Javier Clavijero, Alfredo Chavero, Francisco del Paso y Troncoso, Manuel Orozco y Berra, Diego Durán, Remí Siméon y Bernardino de Sahagún, quienes tradujeron el sentido de la palabra náhuatl “téotl” al lenguaje castellano por medio del concepto teológico de «Dios», contando sus sinónimos «deidad», «divinidad», según el gran diccionario náhuatl por parte de la Universidad Nacional Autónoma de México, con respaldo del INAH. Téotl implica las ideas esenciales de devenir, movimiento y cambio.
El término Teotl también se ha traducido como "Dios nuestro Señor" en Náhuatl Clásico.

## Concepción deTéotl
Muchas de las características de Teotl se expresaron en la religión popular azteca del siglo XVI y la mitología. Por sí, o como Ometéotl,[cita requerida] en una de sus manifestaciones, Teotl era considerado el Dios supremo, con hegemonía sobre trece deidades superiores y unas doscientas inferiores.
Téotl era también considerado como un ser eterno e invisible, Creador y sustentador del mundo. Se le aplicaban por sobrenombre Tloque-Nahuaque (Creador de todas las cosas) y también Ipalneomani (ser por quien se vive). No era representado en ninguna imagen.
Miguel León-Portilla y Alfonso Caso sostienen que las clases menos educadas tendían a adherir a los aspectos politeísticos de la visión, mientras que los sacerdotes y los tlamatinime (‘conocedores de las cosas’, o sabios) abrazaban su aspecto monista.
De acuerdo a Francisco Javier Clavijero, antiguos mexicanos, especialmente en Anáhuac, usaban la palabra como sinónimo de Dios o la Divinidad (así como en griego se usa Theos), refiriéndose a un "Ser supremo, absoluto e independiente, invisible en cuyos epítetos se le llegaba a llamar Ipatnemoani (que significa "el que vive por sí"), e Itoquenahuaque (que significa "el que todo lo tiene en sí").

## Universo y polaridad
En otras interpretaciones, el universo se idéntificaba con Téotl, y por lo tanto se veía despojado de cualquier orden o estructura duradera.[cita requerida]
El dualismo se manifiesta bajo la forma de la constante oposición de polaridades contrarias y al mismo tiempo mutuamente interdependientes y complementarias. Estas polaridades incluyen ser y no ser, orden y desorden, luz y oscuridad, vida y muerte, armonía y caos, hombre y mujer, activo y pasivo. La vida y la muerte son dos lados de la misma realidad.
Los alfareros de Tlatilco, por ejemplo, representaban artísticamente esta dualidad presentando un doble rostro, uno vivo, el otro con forma de calavera. La filosofía de los nahuas nunca concibió la muerte como algo inherentemente malo, ni pretendió conquistarla.
Davies (1990) y Ortiz de Montellano (1990) hacen notar el paralelo con el Taoísmo y su noción del yin y el yang. Ambas filosofías señalan que es erróneo ver las polaridades como mutuamente excluyentes y lógicamente contradictorias, y cultivar una polaridad a expensas de la otra.
El transcurrir incesante del cosmos está definido y constituido por la permanente oscilación entre las polaridades.
El resultado de esta oscilación dialéctica es un equilibrio general e inestable.
Como el Tao, Téotl no es solo fuerza o energía sino también ritmo y equilibrio, el qué y el cómo del universo.
El proceso de creación, mantenimiento y transformación del cosmos es visto en la metafísica náhuatl como un proceso esencialmente artístico.
Toda la creación no es otra cosa que el disfraz o la máscara de Téotl, su nahual.
El término nahual proviene de nahualli, un chamán con la capacidad de cambiar de forma.
Téotl posee el mágico poder de ocultarse de los humanos.
En sentido estricto, Téotl no creó el cosmos; éste consiste de Téotl y todo su contenido es simplemente parte de Téotl.
El cosmos y todo lo que él alberga no son otra cosa que meras manifestaciones mágicas y momentáneas de Téotl: una gran máscara que al mismo tiempo cubre y revela el misterio (es decir, lo epistemológicamente trascendente y en última instancia no cognoscible) de la fuerza sagrada y la energía vital.

## La máscara de Téotl
Téotl se disfraza artísticamente (nahualli) en muchas formas para ocultarse de la vista de los humanos.
En primer lugar, el disfraz consiste en la apariencia material de la existencia, es decir, la apariencia de entes estáticos como los humanos, los árboles, los insectos.
Pero esta apariencia es ilusoria, porque la realidad es dinámica y conformada por procesos en lugar de entes.
En segundo lugar, el disfraz consiste en la aparente multiplicidad de lo existente, es decir, la existencia de entes distintos e independientes tales como humanos, árboles, insectos singulares.
Esto es también ilusión, porque solo hay una cosa: Téotl.
Las aparentes entidades no solo están interrelacionadas, sino que también son uno entre sí, porque son receptáculos o "vasos" de lo sagrado (ixiptla); en última instancia, son uno con Téotl.
Finalmente, el disfraz de Téotl consiste en la aparente distinción, independencia, exclusión mutua e irreconciliable oposición entre los pares vida/muerte, masculino/femenino, luz/oscuridad, etc.
Lo que también es ilusión y engaño, porque todas y cada una son manifestaciones de Téotl.
Cuando los humanos observan el mundo, ven a Téotl como humano, árbol, día, muerte, etc., esto es, a Téotl detrás de una máscara, pero no a Téotl mismo.
Entenderlo permite a los humanos penetrar la máscara y al hacerlo, aprehender la sagrada y única presencia del propio Téotl.
En consecuencia, la metafísica nahua no concibe que el cosmos haya existido siempre o haya sido creado de una vez y para siempre, sino que sitúa a la humanidad en un frágil universo sujeto a un estado cíclico de flujo y reflujo, muy similar a la concepción hindú del tiempo, con la sucesión de los días y las noches de Brahmá.
Cada ciclo acaba con un cataclismo global.
La historia del cosmos es vista como cinco eras sucesivas, o «soles».
Cada sol representa el dominio temporario de un aspecto polar diferente de Téotl.
La era presente, la Edad del Quinto Sol, en la cual los nahuas creían vivir, es la última y final.
Como sus predecesoras, ésta también está destinada a ser destruida por una catástrofe, con la cual la humanidad se desvanecería para siempre, moriría el Sol y reinaría el caos.
Así pues, dada la naturaleza simbólica del cosmos creado, es común la caracterización de la existencia terrenal como imágenes y símbolos pintados en la sagrada tela de Téotl.
Aquiautzin describe a la Tierra como «la casa de las pinturas».
Su contemporáneo Xayacamach
escribe: «Vuestra casa está aquí, en medio de las pinturas».

«Comprendo lo secreto, lo oculto: ¡Oh, mis Señores! Así somos, somos mortales, los hombres pasan y pasan, todos deberemos partir, todos tendremos que morir en la tierra. Como una pintura, seremos borrados. Como una flor, nos secaremos aquí en la tierra. Como las vestimentas emplumadas del precioso pájaro, ese precioso pájaro de cuello ágil, llegaremos a un fin... Pensad en esto, oh, Señores, águilas y ocelotes, que aunque seáis de jade, aunque seáis de oro, también vosotros iréis allí, al lugar de los sin carne. Tenemos que desaparecer, ninguno puede permanecer».
Visiones poéticas. Nezahualcóyotl.

«Con flores tú pintas, ¡Oh, dador de vida! Con canciones Tú das color, con canciones das vida sobre la tierra. Más luego destruirás águilas y tigres: vivimos sólo aquí en Tu pintura, sobre la tierra. Con tinta negra tacharás todo lo que fue amistad, hermandad, nobleza. Tú difuminas a aquellos que vivirán en la tierra. Sólo vivimos en Tu libro de pinturas, aquí en la tierra».
Nezahualcóyotl.

«¡El dador de la vida engaña! ¡Sólo sueños seguís, vosotros, amigos nuestros! Cuanto más verdaderamente creen nuestros corazones, más verdaderamente serán engañados».
Nezahualcóyotl.

## Concepto de lo ilusorio
Lo ilusorio de la existencia terrenal, sin embargo, es concebida en términos epistemológicos más que ontológicos. La ilusión no es una categoría ontológica como en Platón, quien en La República emplea la idea de ilusión para caracterizar un grado inferior de la realidad y para negar que la existencia terrenal sea completamente real.
En lugar de ello, la ilusión compone una categoría epistemológica, usada para declarar que la condición humana natural es no comprender a Téotl.
Los humanos interpretan erróneamente las múltiples polaridades duales como dualidades autosuficientes, contradictorias y distinguibles, de modo que solo ven la máscara o el disfraz de Téotl.
Por lo tanto, cuando se caracteriza la existencia terrenal como ilusoria u onírica, no lo es porque la existencia terrenal sufra un estado ontológico inferior, sino porque suministra la oportunidad para el error humano.